# ホコ
ホコ（Hoko）とは、歓迎の意味を持つイースター島の民族舞踊である。また、サッカーイースター島代表ならびにラグビーイースター島代表の試合前のウォークライとしても用いられる。